# Sejunctella
Sejunctella es un género de foraminífero bentónico de la familia Spirillinidae, del suborden Spirillinina y del orden Robertinida. Su especie tipo es Sejunctella earlandi. Su rango cronoestratigráfico abarca el Holoceno.

## Clasificación
Sejunctella incluye a las siguientes especies:
- Sejunctella earlandi
- Sejunctella lateseptata
- Sejunctella laticarinina
- Sejunctella perforata
- Sejunctella wenmanensis